# 面向恢复的计算
面向恢复的计算（Recovery-Oriented Computing）是一种旨在使计算机系统在出现故障后能更快恢复正常状态的方法。这一领域的研究涵盖系统设计，旨在设计出能够迅速恢复并协助操作者在复杂系统中进行排错和修复的系统。通过这种方法，操作者能够准确确定错误源并轻松地进行修正。

## 出处
- Kenneth C.Laudon and Jane P.Laudon, 《Management Information Systems》, Pearson, 07 March 2011, Chapter8 Information systems Organizations and Strategy p. 213